# Тевкелев, Кутлу-Мухаммед
Кутлу-Мухамме́д Те́вкелев (Алексей Иванович Тевкелев; тат. Котлымөхәммәт Мамеш улы Тәфкилев; 1674—1766) — татарский мурза из рода Тевкелевых, российский дипломат, основатель Челябинска, генерал-майор (1755), участвовал в подавлении башкирских восстаний.

## Биография
Кутлу-Мухаммед так же, как его сын и внук, имел наряду с основным и русское имя и отчество для употребления в русской среде. Некоторые источники указывают на то, что он принял православие, однако свидетельств этого нет.
Службу начал при Петре I. Был переводчиком при нём во время Прутского похода 1711 года и Персидского похода 1722—1723 годов. В 1716 году участвовал в экспедиции князя А. Бековича-Черкасского в Среднюю Азию. По повелению Петра I был послан через Персию в Индию для разведки о способах торговли и добычи золота. Майор Тевкелев был арестован в Астрабате (спустя долгое время, благодаря посредничеству российского посла при персидском дворе, Волынского, был освобождён). С 1730-х годов на военно-административной службе в Оренбургском крае, помощник начальника Оренбургской экспедиции (1734) И. К. Кирилова.
Непосредственно участвовал в присоединении Южного Урала к России. В октябре 1731 года Тевкелев был послан в Младший Жуз во главе особой миссии для вручения Абулхаир-хану царской грамоты и приведения к присяге султанов и старшин. В сложной обстановке интриг и противодействия группы казахских феодалов он проявил себя тонким дипломатом и успешно справился с возложенным на него поручением. П. И. Рычков в «Истории Оренбургской», говоря об этом, прибавляет, что убедительность и сила речей Тевкелева заставили киргиз-кайсаков почитать его «человеком сверхъестественным».
Впрочем, в зависимости от современной оценки данного политического факта, оценка казахскими учёными деятельности Тевкелева может меняться:

«Тевкелев выполнил возложенную на него миссию, снискав признательность ханского окружения, заслужив презрение большей части кочевников, сведения для которых об этом в глубинные степные просторы доходили со значительным опозданием…»
8 мая 1734 года пожалован в полковники личным указом императрицы Анны Иоанновны. В начале 1750-х годов начальник комиссии иноверческих дел, затем помощник И. И. Неплюева. 3 сентября 1755 года пожалован в генерал-майоры указом из Правительствующего сената по представлению оренбургского губернатора И. И. Неплюева.
Тевкелев основал около 20 крепостей, среди них Челябинск, Орск, Красноуфимск и др. Проходя службу в Оренбургском крае, ведал дипломатическими сношениями с правителями казахских жузов и государствами Средней Азии.
Тевкелев умер незадолго до начала пугачёвского бунта. Его сын секунд-майор Юсуп Кутлу-Маметов (Осип Алексеевич) Тевкелев убит пугачёвским повстанческим отрядом в 1773 году.

## Участие в подавлении башкирских восстаний
Во время подавления Башкирского восстания 1735—1740 годов отличался особой жестокостью по отношению к восставшим.
В 1735 году казнил представителей башкир Казанской и Ногайской дорог, которые были направлены в Уфу для ознакомления с указами. 19 января 1736 года Тевкелевым с командой в 2000 солдат и служилых людей была уничтожена деревня Сеянтус, относимая к Балыкчинской волости Сибирской даруги. По данным П. И. Рычкова
:

«близ тысячи человек с женами и с детьми их во оной деревне перестреляно, и от драгун штыками, а от верных башкирцев и мещеряков копьями переколото. Сверх того сто пять человек забраны были в один амбар и тут огнём сожжены. …И таким образом вся деревни Сеянтус жители с их женами и с детьми от мала до велика чрез одну ночь огнём и оружием погублены а жилища их в пепел обращено»
В январе 1736 года отряды под командованием Кутлу-Мухаммеда сожгли около 50 башкирских деревень на территории Сибирской даруги, было убито около 2 тысяч человек. Всего за март—апрель 1736 года силами во главе с Тевкелевым было сожжено 503 деревни, убито не менее 3042 человек, а за весь 1736 год, по оценке А. И. Румянцева — не менее 10 тысяч.
А чтоб хлеба башкирцам в руских жилищах по-прежнему позволить повелено покупать, признавается неполезно и небезопасно, ибо ныне кажется в большую покорность приводит их голод, и тем бы ноивящще их привесть в ослабление. А хотя от голоду некоторые из них скот красть и будут, токмо тем государственного вреда не учинят, а когда они собою з довольством хлеба накупят, и, яко вольной и необузданной народ, никогда над собою страха не видали, опасно что паки по своему ветреному лехкомыслию к неспокойству не обратились, хотя их усмирить в том время будет и можно, только с ними поступать будет тяжеле, нежели как они были голодны и безсильны.
Тевкелев уклонился от боя с боевыми силами повстанцев. Из его донесения о резне в деревне Сеянтус: «к оному воровскому многолюдному собранию за показанными обстоятельствами не пошли, а пошли для искоренения и выискивания воров в реченную Балакчинскую волость».
Тевкелев обосновал тактику расправы: «Бунтующие согласники могут приттить в страх и разделение, ибо принуждены будут своих жен и детей охранять».
Только в одной экспедиции весны 1736 года Тевкелев, объединившись с командой полковника Мартакова, сжёг дотла около 50 деревень, истребил более 2000 жителей. Из пленных взрослые после пыток казнены, а жены и дети розданы в рабство..
Так в исторической монографии об Оренбургском крае В. Н. Витевский писал: 

«Тевкелев разорил до тла около 50-ти деревень, сотнями загонял башкир в пустые амбары и сжигал их, жен и детей башкирских отдавал солдатам, а мужей и отцов подвергал самым жестоким пыткам и казням.»

## Переписка Тевкелева с А. И. Румянцевым
Крутые скалы на брегах Идели,

Здесь Тевкелев отдал приказ на бойню.

Огонь, что сжёг башкирские деревни,

Позолотил полковника погоны.

Трет жесткое седло бока гнедого,

Седлу не больно, а коню терпеть.

Полковник Тевкелев карал башкир жестоко,

Зачем ему чужой народ жалеть?

Лишь ветерком развеются туманы,

Лишь песнею утешится душа;

Полковник Тевкелев оставил путь кровавый,

И память обо всем ещё жива.

Бурлит, кипит вода реки Идели,

Нет, Тевкелевым не найти здесь брода.

И сколько б Тевкелевы ни пытались,

Не задушить им чаянья народа!

Чернеют сосны на отвесных скалах,

Закатные ветра им ветви гнут…

Проклятие я высеку на камне,

Когда-нибудь потомки пусть прочтут…
Генерал-лейтенант А. И. Румянцев не одобрял действий Тевкелева, будучи сторонником решения вопроса без оружия, особенно узнав от башкир, что мятеж разросся благодаря суровым действиям Тевкелева.
Тевкелев писал Румянцеву: «Видя тех деревенских жителей явное возмущение показанной деревни жителей… на страх другим бунтующим ворам и чтоб от них, ежели их далее удерживать, большаго вреду не воспоследовано, з женами и з детьми, окроме тех, которые заранее в леса разбежались от команды, переколоты и деревню их велено выжечь до подошвы»

## В фольклоре
Жестокое отношение к повстанцам Тевкелева вошло в башкирский песенный фольклор. Башкирская народная песня «Тафтиляу» и её варианты были впервые записаны этнографом С. Г. Рыбаковым и опубликованы в книге «Музыка и песни уральских мусульман с очерком их быта». Несколько разных вариантов песни были записаны Г. С. Альмухаметовым, Х. Ф. Ахметовым, М. А. Бурангуловым, Р. Л. Габитовым, Л. Н. Лебединским, Ф. А. Надршиной, А. И. Оводовым, К. Ю. Рахимовым, И. В. Салтыковым и др.
.